# Pietro Pascal e Catalano Fabri
Pietro Pascal (o Pascale o Pasquale, in francese Pierre Pascal; ... – Monfil, 30 novembre 1321) e Catalano Fabri (Catalan Fabre, o Cathelan o Catala; ... – Monfil, 30 novembre 1321) furono due inquisitori del terz'ordine francescano uccisi da alcuni eretici nel Delfinato nel 1321.

## Biografia
Nel 1321, Jacopo Bernardo (Jacques Bernard), inquisitore francescano deputato da Papa Giovanni XXII alle province di Arles, Aix, Vienna ed Embrun, inviò i due frati nella diocesi di Valence per occuparsi di alcuni eretici. 
Ad alcuni di questi, pentiti, venne imposto di portare degli scapolari con la croce gialla dei penitenti (i sambenito spagnoli); altri eretici convinti, temendo di essere costretti alla stessa pena o ad una peggiore, decisero di uccidere i due religiosi. Li cercarono nel Castello di Cabiola, dove sapevano che avrebbero dovuto trovarsi, ma il luogo risultava scomodo per Fabri, quindi i due frati avevano preso alloggio al Castello di Monfil. Lì vennero raggiunti e uccisi nottetempo, il 30 novembre, dagli eretici.
Il Papa, venuto a conoscenza dei fatti, ordinò a Bernardo e ai vescovi di Valence e di Viviers di trovare i colpevoli, chiedendo anche l'aiuto delle autorità giudiziarie. I due religiosi, che vennero considerati martiri, furono seppelliti nella chiesa dei frati minori di Valence, e cominciò a spargersi la voce di miracoli compiuti per loro intercessione. Il Papa ordinò al vescovo di Valence di informarsi al riguardo, ma l'indagine non venne portata avanti. 